# Fita Azul (futebol)
A Fita Azul era uma honraria concedida pelo jornal A Gazeta Esportiva aos clubes brasileiros de futebol que, após suas excursões de amistosos ao exterior, retornavam invictos ao Brasil.

## História
Inicialmente, a Fita Azul era concedida pela antiga Confederação Brasileira de Desportos (CBD), entidade antecessora da Confederação Brasileira de Futebol (CBF), que posteriormente acabou desistindo da ideia. O jornal A Gazeta Esportiva, conceituado periódico paulista no ramo esportivo, decidiu continuar com a premiação por algum tempo, mas logo acabou desistindo de conceder tal gratificação.
Ofertado inicialmente pela Confederação Brasileira de Desportos, depois pelo jornal A Gazeta Esportiva, “A fita azul do futebol brasileiro” foi um título honorífico dado ao time brasileiro com a melhor excursão ao Exterior. De 1951 a 1979 ele premiou onze times. Destes, o que cumpriu a maior campanha foi o Santos, em 1972.
O triunfo do Alvinegro Praiano sobre o América do México, por 4 a 2, dia 11 de julho de 1972, em Los Angeles, encerrou uma longa excursão invicta ao Exterior, iniciada em 26 de maio com uma vitória de 3 a 0 sobre a Seleção do Japão, em Tóquio.
A campanha que deu ao Santos a Fita Azul compreendeu 17 jogos, dos quais o Alvinegro venceu 15 e empatou dois, marcou 67 gols e sofreu apenas 23. Na última partida, disputada no Memorial Colyseum, em Los Angeles, Estados Unidos, o time venceu o América do México por 4 a 2, com dois gols de Pelé, um de Alcindo e um de Léo Oliveira.
No Brasil, além do Santos, outros onze times também foram agraciados com essa honraria, com destaque para outro clube da cidade de Santos, a Portuguesa Santista, que em 1959 excursionou pela África do Sul e venceu todas as 15 partidas que disputou.
Sempre se imaginou que a Fita Azul era entregue apenas às equipes que voltavam invictas das excursões internacionais, mas ocorreram três exceções. Em 1952 o Corinthians voltou com uma derrota, assim como a Portuguesa de Desportos em 1954. Em 1962, diferente do Corinthians e da Portuguesa, o Metropol teve quatro derrotas.
Para ganhar a Fita Azul o Santos disputou, em 47 dias, jogos na Ásia, Oceania e América do Norte. Visitou oito países: Japão, Hong Kong, Coreia do Sul, Tailândia, Austrália, Indonésia, Estados Unidos e Canadá. Como já foi dito, venceu 15 jogos de um total de 17, e empatou dois.

## Registros históricos
A honraria Fita Azul era um prêmio concedido aos clubes brasileiros que após suas excursões de amistosos no exterior, retornavam invictos ao Brasil.
Inicialmente a "Fita Azul" era concedida pela Confederação Brasileira de Desportos(CBD), entidade antecessora da CBF, que posteriormente acabou desistindo da ideia. Porém, o jornal "A Gazeta Esportiva", conceituado periódico paulista do ramo esportivo, decidiu continuar com a premiação por algum tempo, mas logo acabou desistindo de conceder tal gratificação. De maneira resumida, a "Fita Azul" era uma medalha de "Honra ao Mérito" entregue aos clubes que representaram bem o Brasil no exterior.
No ano de 1979, O Santa Cruz Futebol Clube realizou uma excursão pelo Oriente Médio e Europa. O tricolor honrou e representou majestosamente o Brasil com uma campanha espetacular, de onde voltou invicto após 12 apresentações, recebendo assim a honraria de Fita Azul do Brasil.
Apesar dos jogos terem acontecido durante o ano de 1979, a honraria de "Fita Azul" só foi concedido ao Santa Cruz Futebol Clube no ano de 1980.

### O caso do Clube de Regatas do Flamengo
Em 1951, o Clube de Regatas do Flamengo saiu em excursão à Europa, para realizar 10 jogos. Conforme noticiaram os jornais da época, o time voltou invicto (10 Jogos, 10 vitórias). Porém, por razões desconhecidas, não foi agraciado com o prêmio.
| #  | Adversário            | Placar | Flamengo |
| -- | --------------------- | ------ | -------- |
| 01 | Malmö FF              | 0 x 1  | Flamengo |
| 02 | AIK                   | 1 x 6  | Flamengo |
| 03 | Malmö FF              | 0 x 2  | Flamengo |
| 04 | Sundsvall             | 1 x 2  | Flamengo |
| 05 | IF Elfsborg           | 0 x 3  | Flamengo |
| 06 | Seleção de Copenhagen | 0 x 2  | Flamengo |
| 07 | Halmia                | 0 x 2  | Flamengo |
| 08 | IFK Norrköping        | 1 x 6  | Flamengo |
| 09 | Racing de Paris       | 1 x 5  | Flamengo |
| 10 | Belenenses            | 0 x 3  | Flamengo |

### O caso do Botafogo de Futebol e Regatas
No ano de 1954, o Botafogo saiu em Excursão á América do Sul, e disputou 7 jogos com 5 vitórias na Colômbia, 1 vitória e 1 empate no Equador. Voltou ao Brasil invicto conforme noticiou o Jornal dos Sports. Porém, por razões desconhecidas, não recebeu a honraria da CBD.

## Premiações

### Década de 1950
Portuguesa
- 1951 —  Turquia,  Espanha e  Suécia.

(12 jogos: 11 vitórias e 1 empate)
- 1953 —  Peru,  Colômbia e  Equador.

(10 jogos: 7 vitórias e 3 empates)
- 1954 —  Inglaterra,  França,  Alemanha e  Turquia.

(15 jogos: 10 vitórias, 4 empates e 1 derrota)
 Corinthians
- 1952 —  Turquia,  Suécia,  Finlândia e  Dinamarca.

(16 jogos: 12 vitórias, 3 empates e 1 derrota)
 Portuguesa Santista
- 1959 —  África do Sul.

(15 jogos: 15 vitórias)

### Década de 1960
Caxias
- 1962 —  Argentina.

(12 jogos: 9 vitórias e 3 empates)
 Bangu
- 1962 —  Suriname,  Bolívia,  Colômbia e  Equador.

(12 jogos: 8 vitórias e 4 empates)
 Metropol
- 1962 —  Europa.

(23 jogos: 13 vitórias, 6 empates e 4 derrotas)
 São Paulo
- 1964  —  Tchecoslováquia,  Alemanha,  Bélgica,  França e  Itália.

(11 jogos: 8 vitórias e 3 empates)
 Botafogo
- 1965  —  Peru,  México e  El Salvador.

(13 jogos: 9 vitórias e 4 empates)
 Santos
- 1967  —  Senegal,  Gabão,  República do Congo,  República Democrática do Congo,  Costa do Marfim,  Alemanha e  Itália.

(11 jogos: 10 vitórias e 1 empate)

### Década de 1970
Coritiba
- 1972 —  Turquia,  Argélia e  Marrocos.

(6 jogos: 4 vitórias e 2 empates)
 Santos
- 1972 —  Japão,  Hong Kong,  Coreia do Sul,  Tailândia,  Austrália,  Indonésia,  Estados Unidos e  Canadá.

(17 jogos: 15 vitórias e 2 empates)
 Galícia
- 1974 —  Europa,  Síria e  África. [nota 1]

(?? jogos: ?? vitórias, ?? empates e ?? derrotas)
 Santa Cruz (Detalhes da Campanha)
- 1979 —  Kuwait,  Bahrein,  Catar, Emirados Árabes Unidos,  Arábia Saudita,  Romênia e  França.

(12 jogos: 10 vitórias e 2 empates )